# Processor Direct Slot

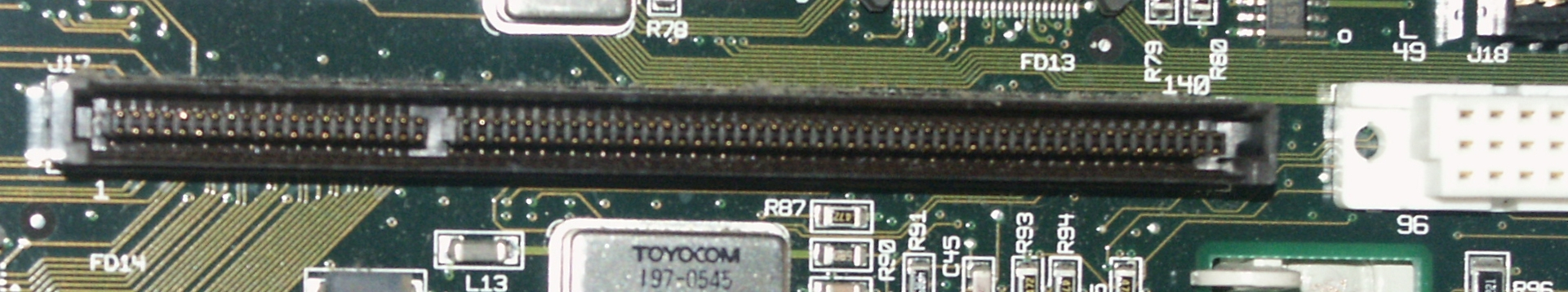
PDS-Schnittstelle im Macintosh Quadra 950

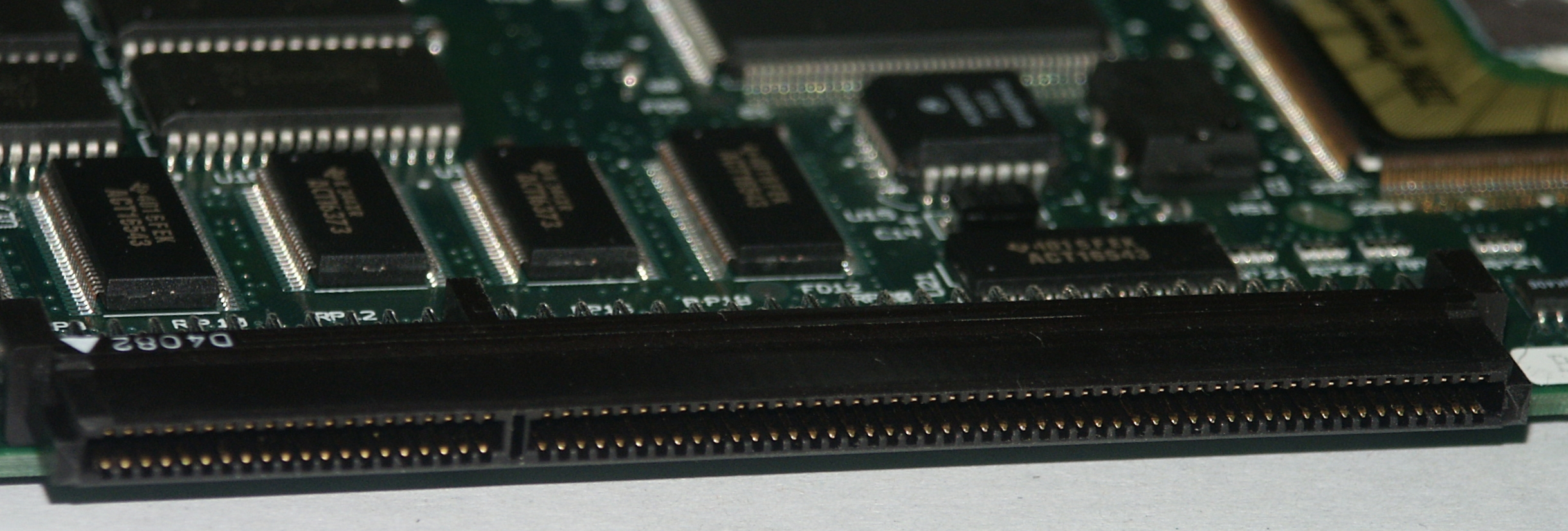
Beschleunigerkarte mit PDS aus einem Quadra 950

Der Processor Direct Slot (PDS) ist ein Steckplatz der Firma Apple, der direkt an den Prozessorbus angebunden ist. Dieser Steckplatz hat schnellen Zugriff auf den Prozessor und den Hauptspeicher.
Apple hat in seinen Computern verschiedene PDS-Formate benutzt. Es gab Ethernetkarten, Grafikkarten, PC-Emulationskarten und Beschleunigerkarten. Im Allgemeinen funktionieren alle diese Karten jeweils nur in einem einzigen Rechnermodell oder einer kleinen Gruppe eng verwandter Modelle.
Rechner mit PDS waren u. a.
- Macintosh SE/30
- Macintosh IIci, IIfx
- Macintosh Quadra 700/950
- Power Macintosh 6100/60 -/66, Power Macintosh 7100/66 sowie dem Power Macintosh 8100/80/100/110 (bei dem Modell 7100/66AV und 7100/80AV, sowie der AV-Reihe der 8100er PPCs war der PDS serienmäßig mit einer Videodigitalisierkarte belegt, die auch als Grafikkarte genutzt wurde)
- Macintosh Performa Serie 6300, 6400 besitzen ebenfalls einen PDS-Slot, welcher Beschleunigerkarten aufnehmen konnte, so dass anstelle des intern eingelöteten PPC603e/v G2-Prozessors eine G3-Prozessorkarte die Kontrolle über den Macintosh übernahm (eigentlich handelt es sich bei diesem Slot um den Slot für ein Level 2 Cache Modul, welches mit 256 KiB bestückt war. Der Slot wurde von der G3 Prozessorkarte zweckentfremdet).
- LC II, LC III, LC 475, Performa 475